# 김상용 선생 묘
김상용 선생 묘(金尙容 先生 墓)는 대한민국 경기도 남양주시 와부읍 덕소리에 있다. 조선 선조·인조 때의 문신으로 병자호란 때 순국한 선원(仙源) 김상용(1561년 ∼ 1637년) 선생의 묘소이다. 1987년 2월 12일 경기도의 기념물 제99호로 지정되었다.

## 개요
조선 선조·인조 때의 문신으로 병자호란 때 순국한 선원(仙源) 김상용(1561∼1637) 선생의 묘소이다.
선조 23년(1590) 증광문과에 급제하였으며, 임진왜란이 일어나자 강화로 피난갔다가 정철의 종사관이 되어 왜군 토벌과 명나라 군사 접대에 공을 세움으로써 1598년 승지에 발탁되고, 그 뒤 왕을 가까이에서 보필하면서 사신으로 명나라에 다녀왔다. 인조반정 뒤에 병조·예조·이조의 판서를 역임하였으며, 정묘호란 때는 유도대장으로서 서울을 지켰다. 인조 10년(1632) 우의정에 발탁되었으나 늙음을 이유로 바로 사퇴하였다.
1636년 병자호란 때 왕족을 수행하여 강화도로 피난하였다가 청나라 군대가 성을 함락하자 성의 남문루에 있던 화약에 불을 지르고 순국하였다.
부인 안동 권씨와의 합장묘인데, 묘 앞에는 묘비·상석·향로석이 있고 좌우로는 망주석과 문인석이 각 1쌍씩 배열되어 있다. 신도비(神道碑:왕이나 고관 등의 평생 업적을 기리기 위해 무덤 근처 길가에 세운 비)는 묘역 입구 약 50m 지점에 위치하고 있는데, 비문은 아우인 김상헌이 짓고 유시정이 글을 써서 인조 25년(1647)에 세운 것이다.

## 같이 보기
- 김상용

## 참고 자료
- 김상용 선생 묘 - 국가유산청 국가유산포털